# Estación de Souselas
La Estación Ferroviaria de Souselas, más conocida como Estación de Souselas, es una plataforma de la línea del Norte, que sirve a la parroquia de Souselas, en el distrito de Coímbra, en Portugal.

## Historia

### Inauguración
El tramo entre Estarreja y Taveiro de la línea del Norte, en el cual esta plataforma se inserta, entró en servicio el 10 de abril de 1864.

### sigloXXI
El 25 de marzo de 2010, estaban previstas obras de mantenimiento en los equipamientos de catenaria de esta estación, entre marzo y noviembre del mismo año; en enero de 2011, fue nuevamente marcada una obra de este tipo, a ser realizada entre el primer y cuarto trimestres de 2012.

## Características

### Localización y accesos
Se encuentra junto a la calle de los Correos, en la localidad de Souselas.

### Descripción física
Poseía, en enero de 2011, tres vías de circulación, con longitudes entre los 358 y 1.039 metros, y tres plataformas, con 231 y 235 metros de extensión, y 40 a 50 centímetros de altura. En octubre de 2004, ostentaba la clasificación E de la Red Ferroviaria Nacional.